# کارد، ارمنستان
کارد (به ارمنی: Կարդ) یک منطقهٔ مسکونی در ارمنستان است که در گغی واقع شده‌است.  در  کیلومتری جنوب کاپان، مرکز استان سیونیک واقع شده است.

## خصوصیات
کارد  ۰ نفر جمعیت دارد و در ارتفاع  متر بالاتر از سطح دریا قرار گرفته است.